# Museo Vostell Malpartida

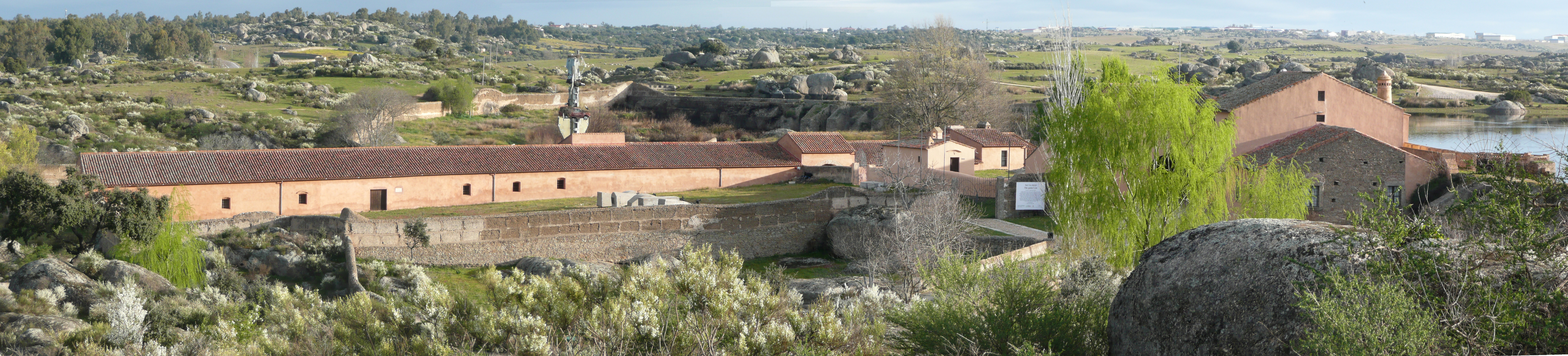
Panorama des Museums

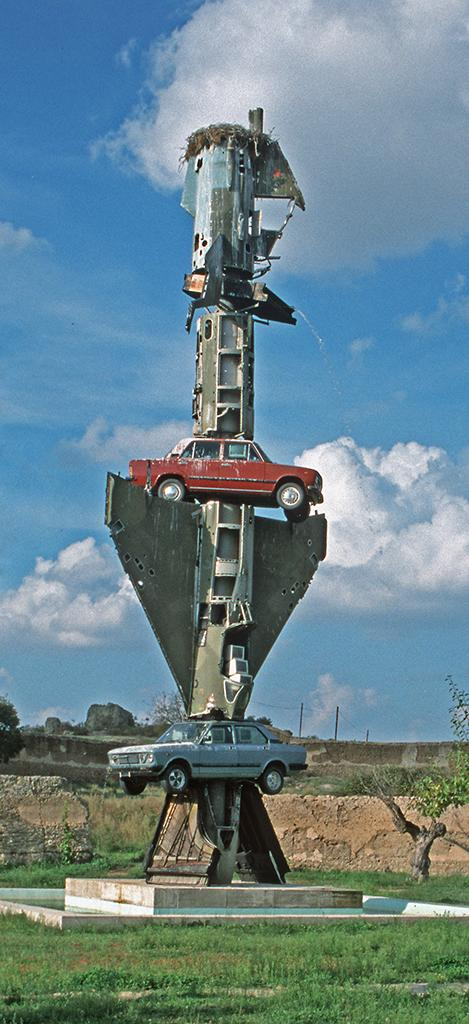
Warum dauerte der Prozess zwischen Pilatus und Jesus nur 2 Minuten? 1996, Skulptur von Wolf Vostell im Garten des Museo Vostell Malpartida

Das Museo Vostell Malpartida im spanischen Ort Malpartida de Cáceres westlich der Provinzhauptstadt Cáceres in der Autonomen Gemeinschaft Extremadura ist dem Werk des deutschen Malers, Bildhauers, Fluxus- und Happeningkünstlers Wolf Vostell gewidmet. Das Museum steht seit 2024 unter der künstlerischen Leitung von Levin Vostell und unter der generellen Leitung von José Antonio Agúndez García.

## Geschichte
Wolf Vostell reiste 1974 nach Malpartida de Cáceres (im Südwesten von Spanien) und gründete gemeinsam mit seiner Frau Mercedes Vostell im Jahr 1976 in einer Wollwäscherei (Lavadero de Lanas) aus dem 18. Jahrhundert das Museo Vostell Malpartida (MVM).
1994 übernahm die Landesregierung der Extremadura die Renovierung der Gebäude. Nach dem Tod von Wolf Vostell im Jahr 1998, wurde Mercedes Vostell die künstlerische Leiterin des Museums bis zu ihrem Tod im Jahr 2023. Im Jahr 2005 erwarb die Landesregierung das Wolf-Vostell-Archiv.

## Sammlungen und Ausstellungen

### Aufbau des Museums
Das Museum besteht primär aus vier Teilen. Zwei Teile sind permanente Ausstellungen aus der Sammlung von Wolf und Mercedes Vostell, und ein Teil aus der Sammlung des italienischen Kunstsammlers Gino Di Maggio, der gezielt die Kunst der Fluxus-Künstler sammelte. Der vierte Teil ist eine Sammlung von Kunstwerken von Konzept-Künstlern. Zu dem Museum gehören ebenfalls die Skulpturen in dem Naturschutzgebiet Los Barruecos mit den Skulpturen VOAEX (1976) und El muerto que tiene Sed (1978) von Wolf Vostell. Zu erwähnen sind auch die Installationen Das Ende Parzivals von Salvador Dalí und Tajo von Yoko Ono.

### Sammlung Wolf und Mercedes Vostell
Die Sammlung Wolf und Mercedes Vostell zeigt eine Auswahl von Installationen des Gründungskünstlers. Auto-Fieber (1973), Fluxus Buick Piano (1988) und Das Frühstück des Leonardo da Vincis in Berlin (1998). Die Skulpturen Los Toros de Hormigón, der Zyklus Trashumancia und andere Gemälde wie El Entierro de la Sardina (1985), Las Chicas del Billar (1986), Mythos Berlin (1986–1987) und Estrella Seelenfreund (1994).
Darüber hinaus verfügt die Sammlung Wolf und Mercedes Vostell über Gemälde des Zyklus VOAEX (1976) und El muerto que tiene Sed (1978). Erwähnenswert sind auch die Werke Transmigration III (1958–1959), in dem ein Fernsehgerät integriert ist und Montaña extranjera (1958), mit dem Wolf Vostell seine Produktion in der Extremadura begann.
Im Garten befindet sich die Skulptur von Wolf Vostell mit dem Titel Warum dauerte der Prozess zwischen Pilatus und Jesus nur zwei Minuten? (1996), bestehend aus dem Rumpf eines russischen Mig-21-Flugzeugs, zwei Automobilen, Computermonitoren und drei Klavieren.

### Fluxus-Sammlung
Die Fluxus-Sammlung wurde dem Museum von Gino Di Maggio im Oktober 1996 geschenkt. Di Maggio knüpfte eine persönliche Beziehung zu den Fluxus-Künstlern, kümmerte sich um ihre Werke und stellte sie zunächst der Galerie Mult(h)ipla und später in der Fondazione Mudima in Mailand aus.
Die Ausstellung umfasst 250 Werke (Environments, Installationen, Gemälde, Skulpturen und Partituren) von 31 Künstlerinnen und Künstlern europäischer, nordamerikanischer und asiatischer Herkunft, die seit den späten 1950er und 1960er Jahren im Happening und der Fluxus-Bewegung die Umwälzungen in allen Bereichen der Kultur zugunsten einer Erneuerung des künstlerischen Feldes interdisziplinär und intermediär, alltagsübergreifend und als Keim einer grundlegenden gesellschaftlichen Transformation synthetisiert haben.

#### Fluxus-Künstlern der Sammlung (Auswahl)
- Eric Andersen
- Ay-O
- George Brecht
- Philip Corner
- Willem De Ridder
- Robert Filliou
- Henry Flynt
- Al Hansen
- Geoffrey Hendricks
- Dick Higgins
- Joe Jones
- Allan Kaprow
- Milan Knížák
- Alison Knowles
- Shigeko Kubota
- Jean-Jacques Lebel
- George Maciunas
- Walter Marchetti
- Charlotte Moorman
- Yoko Ono
- Nam June Paik
- Benjamin Patterson
- Takako Saito
- Antonio Saura
- Mieko Shiomi
- Gianni-Emilio Simonetti
- Daniel Spoerri
- Ben Vautier
- Wolf Vostell
- Robert Watts
- Emmett Williams

Quelle:

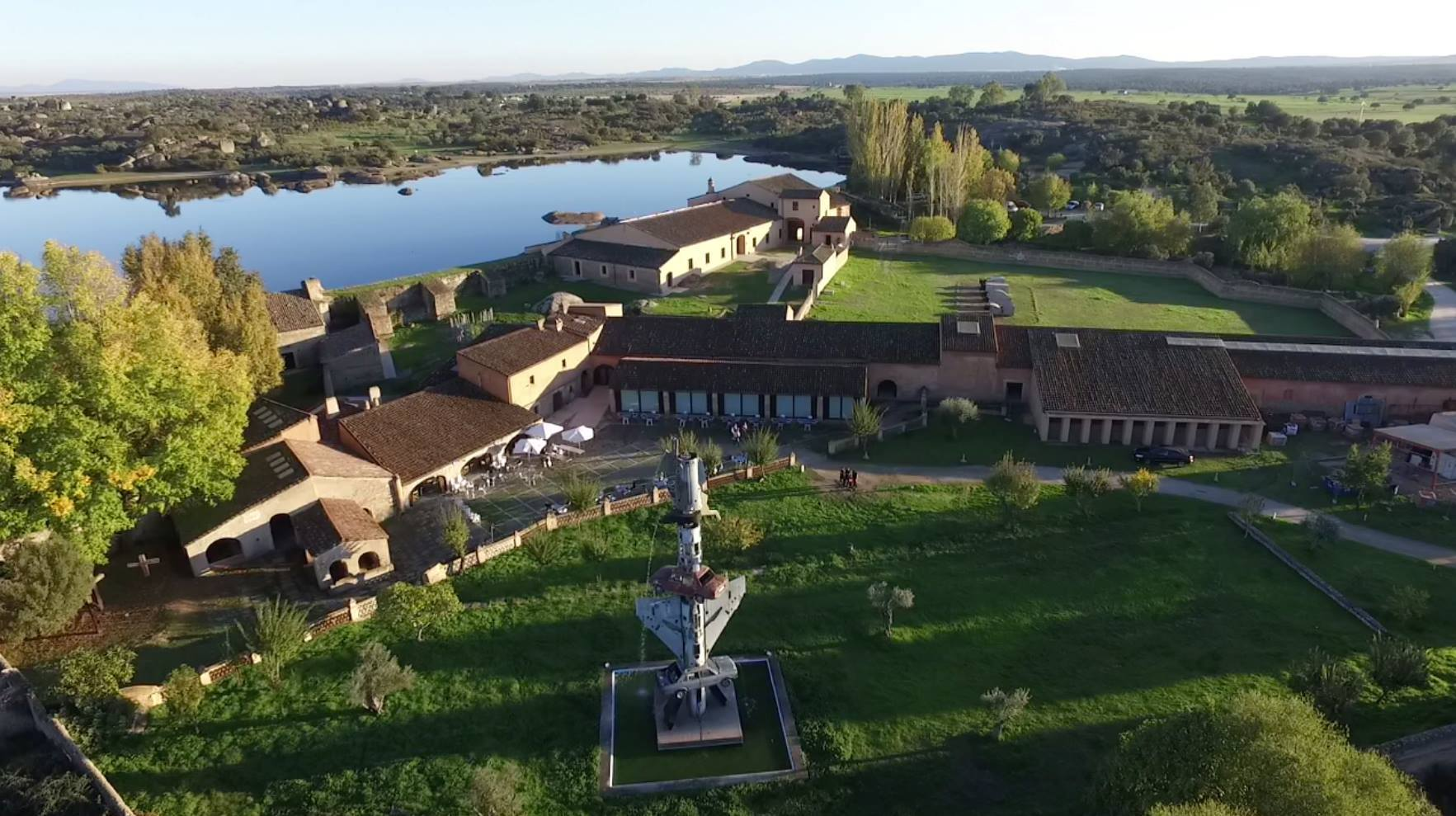
Museo Vostell Malpartida, Luftbild, 2015
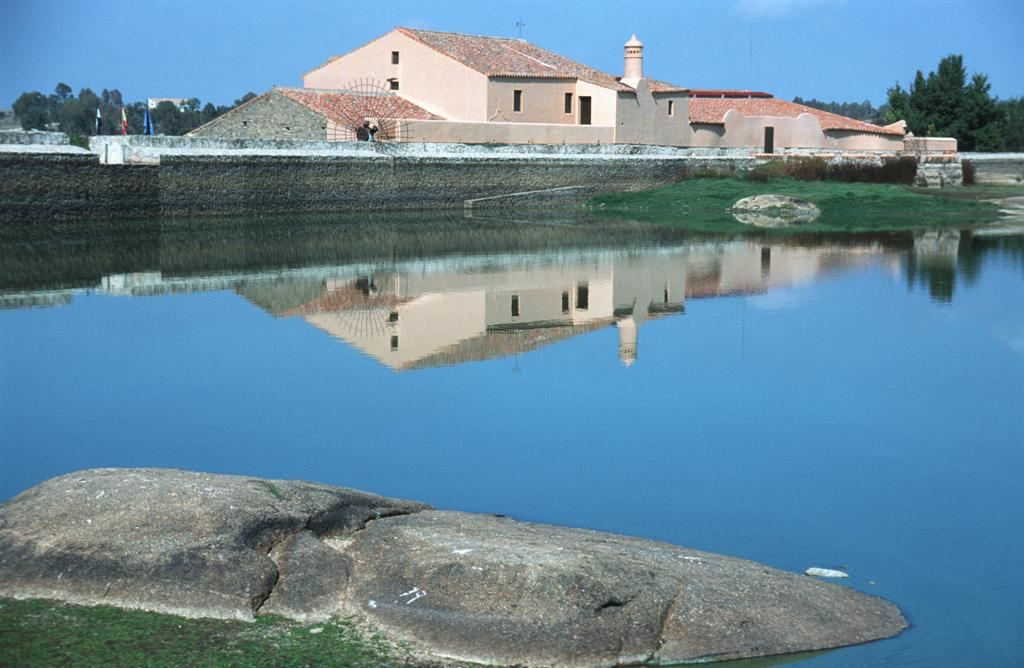
Museo Vostell Malpartida
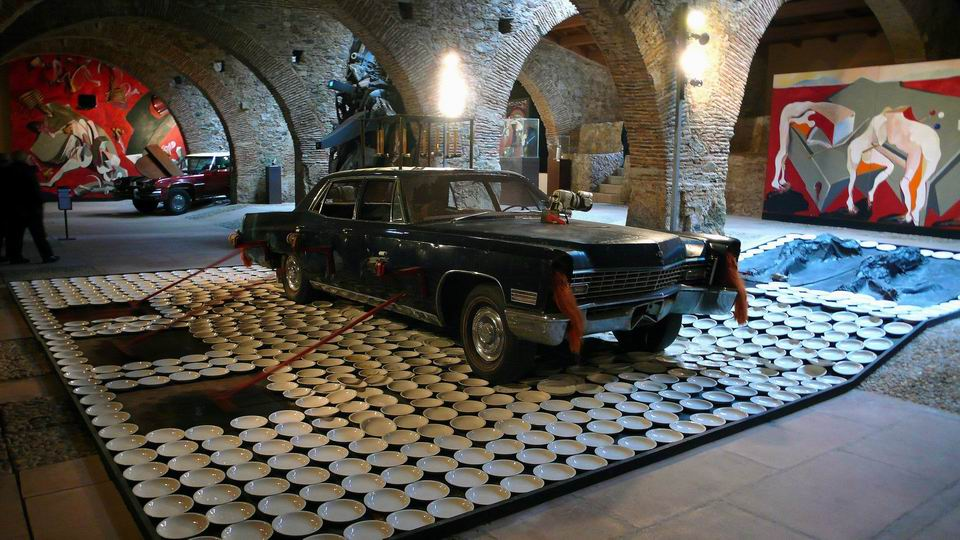
Auto-Fieber, 1973, Installation von Wolf Vostell
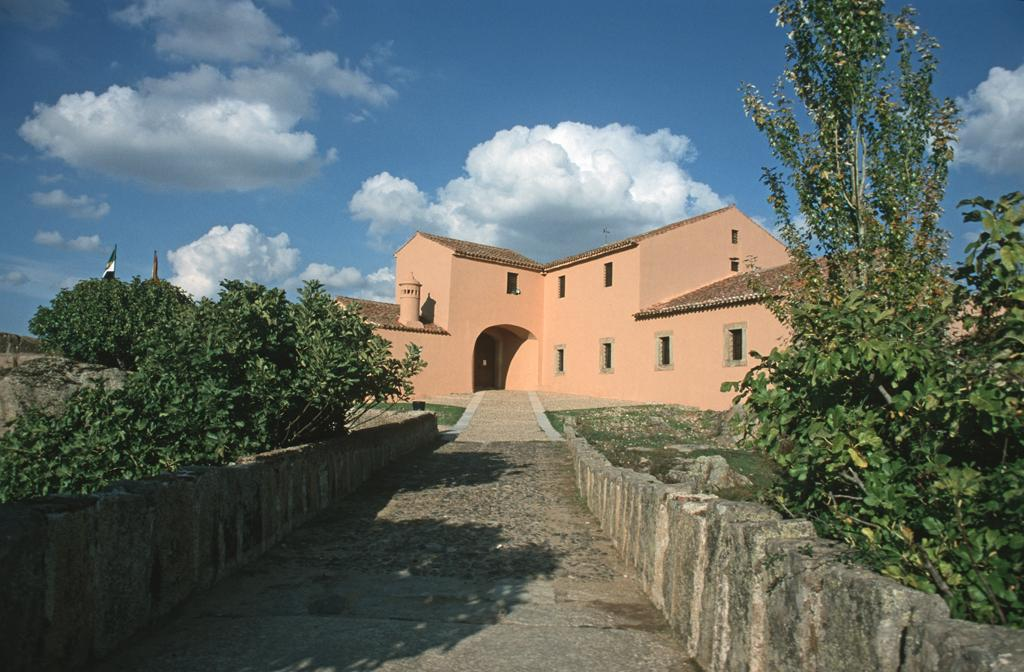
Eingangsbereich
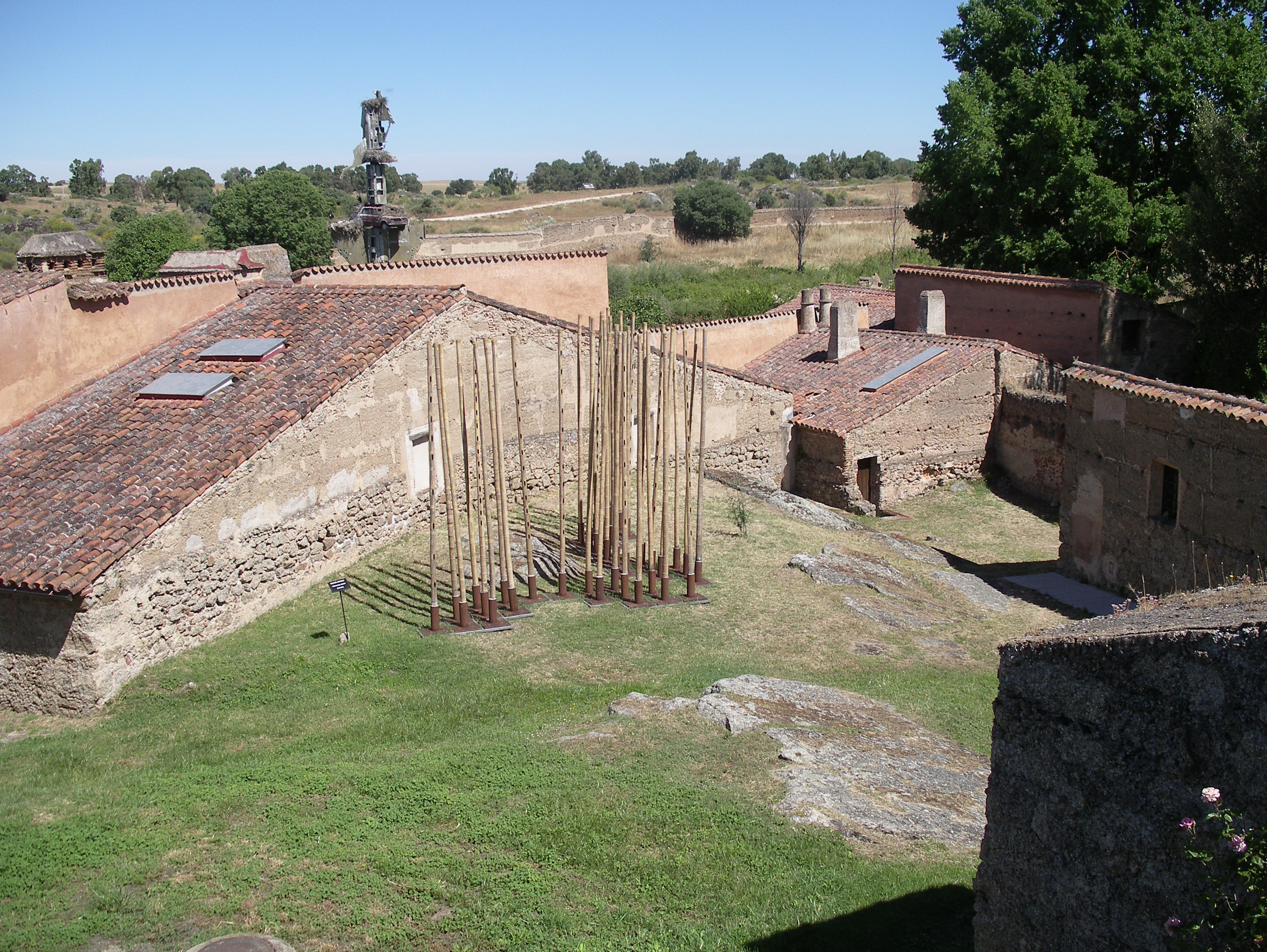
Seitenflügel
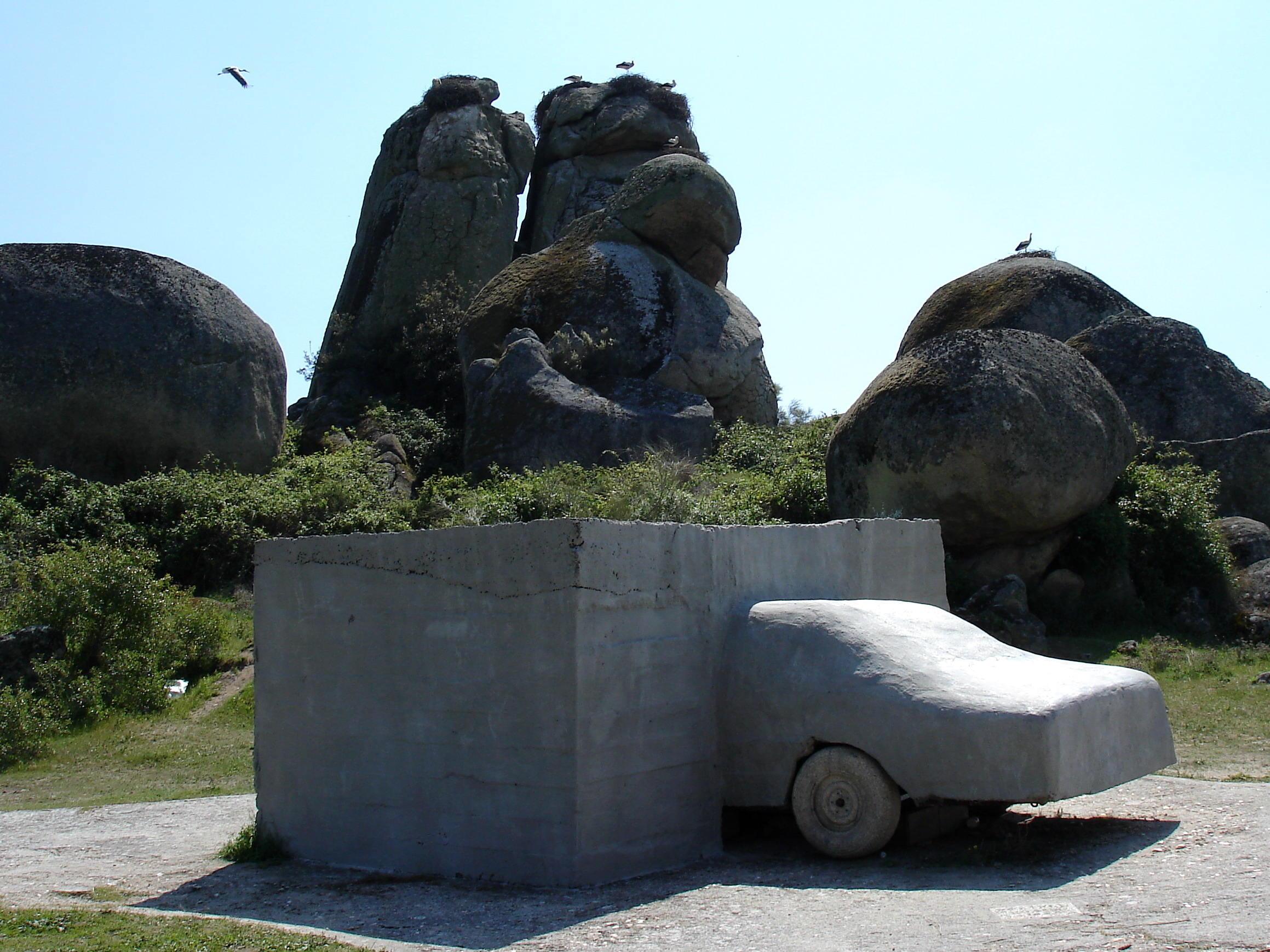
VOAEX (Viaje de (H)ormigon por la Alta Extremadura – Betonreise durch die Obere Extremadura), 1976, Skulptur von Wolf Vostell in der Felsenlandschaft Los Barruecos

## Preise und Auszeichnungen
- 2018: Medalla de Oro al Mérito en las Bellas Artes (Goldmedaille für Verdienste in der bildenden Kunst), verliehen durch die spanische Regierung.[10]
- 2023: Premio Diálogo de Cultura, Montánchez.[11]

## Publikationen des Museums Vostell Malpartida (Auswahl)
- Wolf Vostell. Pinturas-dibujos-objetos. Museo Vostell Malpartida, 1986
- Dali. El Fin De Parzival. Museo Vostell Malpartida, 1989, ISBN 84/7671
- Museo Vostell Malpartida. Katalog, 1994, ISBN 84-7671-991-4.
- Fluxus y Di Maggio. Museo Vostell Malpartida, 1998, ISBN 84-7671-446-7.
- Wolf Vostell. La Caída del Muro de Berlín. Museo Vostell Malpartida, 2000, ISBN 84-7671-583-8.
- Yoko Ono Tajo. Museo Vostell Malpartida, 2000, ISBN 84-7671-582-X.
- José Antonio Agúndez García: 10 Happenings de Wolf Vostell. 2001, ISBN 84-7671-510-2.
- José Antonio Agúndez García: 10 Happenings von Wolf Vostell. (En alemán), 2001, ISBN 84-7671-510-2.
- Vostell en las Colecciones Malpartideñas. Museo Vostell Malpartida, 2001, ISBN 84-7671-626-5.
- ¿Y qué hace usted ahora? Museo Vostell Malpartida, 2001, ISBN 84-7671-623-0.
- Museo Vostell Malpartida. Katalog, 2002, ISBN 84-7671-697-4.
- Vostell y la Música. Museo Vostell Malpartida, 2002, ISBN 84-7671-741-5.
- Naturalezas del presente. Museo Vostell Malpartida, 2005, ISBN 84-7671-852-7.
- Pianofortissimo. Museo Vostell Malpartida, 2006, ISBN 84-7671-943-4.
- Vostell. Alfabeto de las Revoluciones en la Plástica, Gandia 89. Museo Vostell Malpartida, 2007, ISBN 978-84-9852-047-7.
- No va más. The Game’s on. Museo Vostell Malpartida, 2007, ISBN 978-84-9852-034-7.
- Wolf Vostell. Los Empalaos. Museo Vostell Malpartida, 2008, ISBN 978-84-9852-119-1.
- Wolf Vostell. Impresiones. La Colección de obra gráfica del Archivo Happening Vostell. Museo Vostell Malpartida, 2008, ISBN 978-84-9852-073-6.
- Hommarus W. Brusche. Mi Pueblo. Editora Regional de Extremadura, Junta de Extremadura, Consorcio Museo Vostell Malpartida, 2008
- Arte=Vida=Arte. 26 Artistas con Vostell. Museo Vostell Malpartida, 2008, ISBN 978-84-9852-152-8.
- ¿Quien es Ben? / Who is Ben? Ben Vautier, Museo Vostell Malpartida, 2008, ISBN 978-84-9852-109-2.
- Fran Mohíno. Museo Vostell Malpartida, 2009, ISBN 978-84-9852-173-3.
- Das Theater ist auf der Straße, Die Happenings von Wolf Vostell. Museum Morsbroich Leverkusen. Museo Vostell Malpartida, Kerber Verlag, 2010, ISBN 978-3-86678-431-4.
- El teatro está en la calle, Los Happenings de Wolf Vostell. Apéndice en Castellano, Museum Morsbroich Leverkusen. Museo Vostell Malpartida, Kerber Verlag, 2010
- Carteles. Wolf Vostell. Museo Vostell Malpartida 2013, ISBN 978-84-9852-359-1.
- Boris Lurie. Sold. Museo Vostell Malpartida, 2014, ISBN 978-1-4951-1100-6.
- Fluxpost. Museo Vostell Malpartida, 2014, ISBN 978-84-9852-428-4.
- Wolf Vostell. el arte que quema. Museo Vostell Malpartida, 2023, ISBN 978-84-9852-756-8